# Polens bröllop med havet

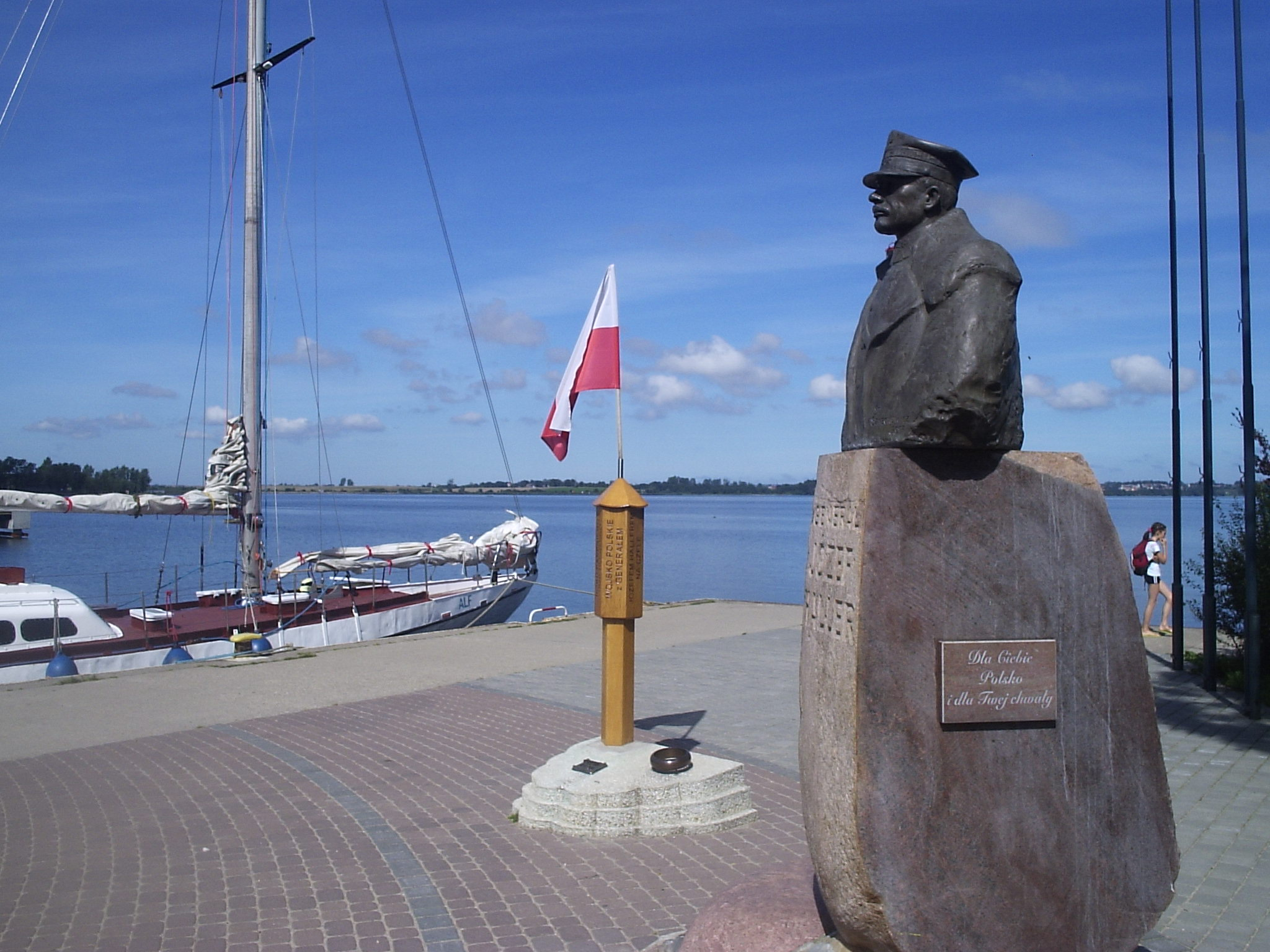
Minnesplats för 1920 års ceremoni i Puck i Kasjubien.

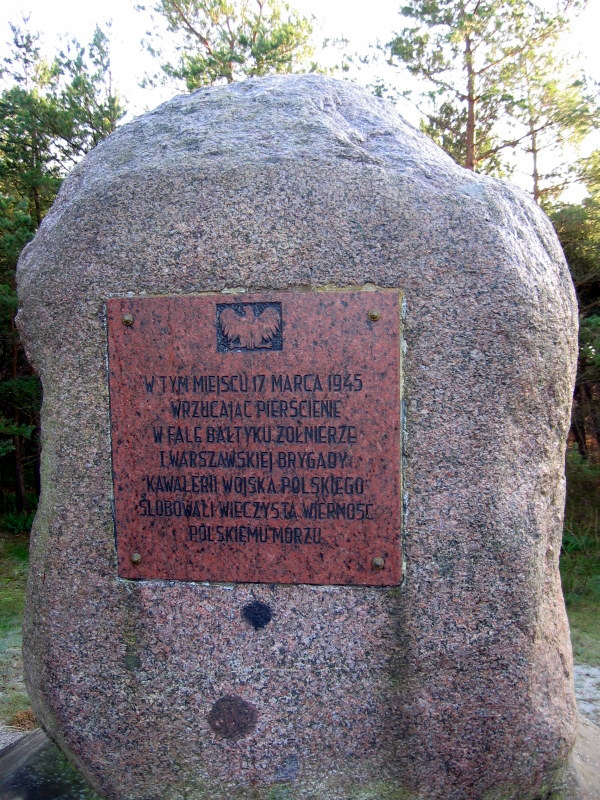
Minnesplats för 1945 års ceremoni i Mrzeżyno.

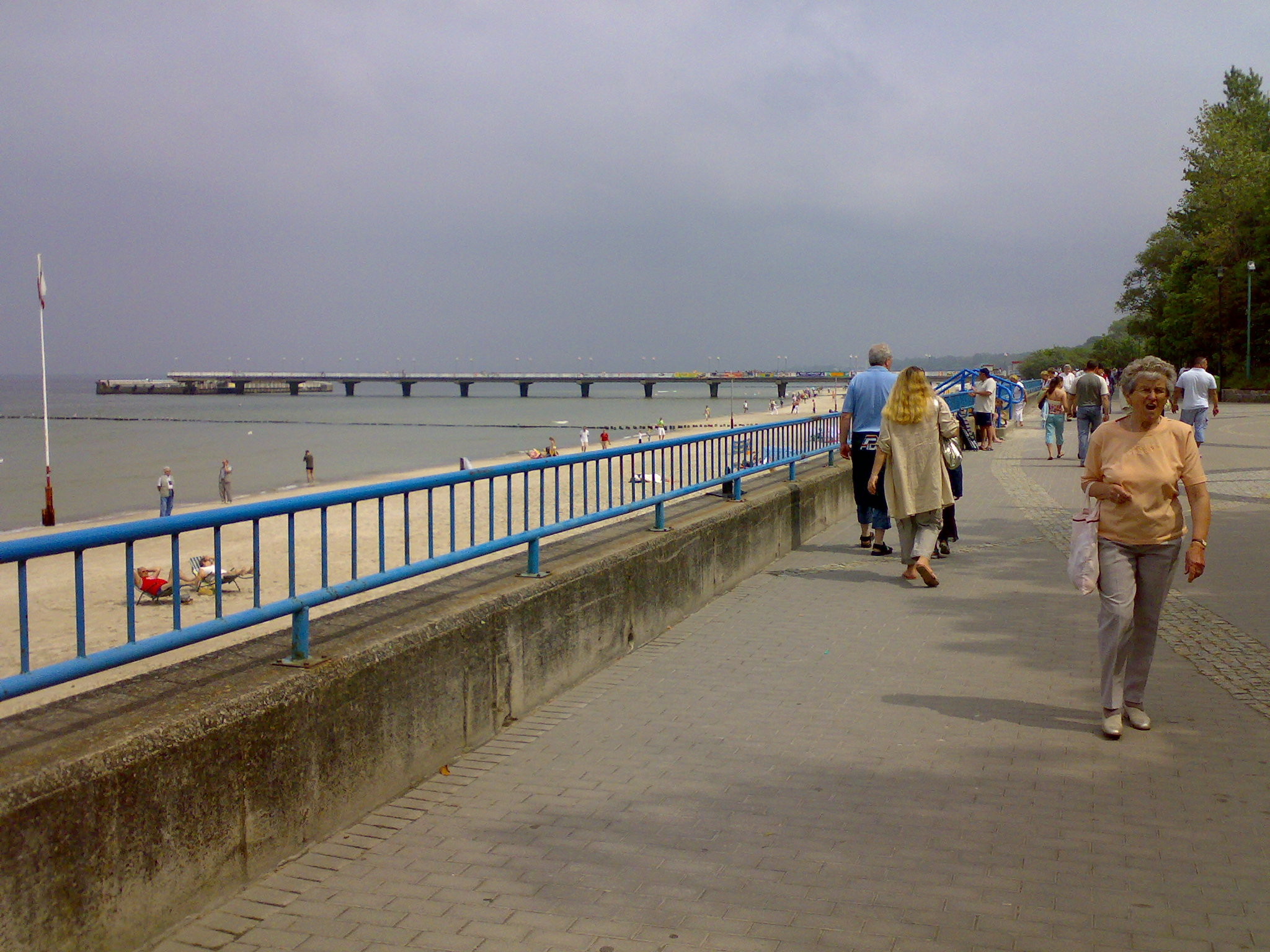
Flaggan till vänster visar var 1945 års ceremoni hölls i Kołobrzeg.

Polens bröllop med havet var en ceremoni som symboliserade att Polen återigen fått tillgång till Östersjön, vilken man tappade 1793 genom Polens delningar.
Första ceremonin genomfördes den 10 februari 1920 av general Józef Haller i Puck. Andra gången var det Polens armé som den 17 mars 1945  genomförde ceremonin i Mrzeżyno (Regamünde) och dagen därpå i erövrade Kołobrzeg (Kolberg).
Vid ceremonierna doppades Polens flagga i havet, medan befälhavaren kastade ner en ring i vattnet. Man höll tal om den ekonomiska betydelsen av att ha tillgång till havet. 